# 扎那纹胸鮡
扎那纹胸鮡（学名：Glyptothorax zanaensis）为輻鰭魚綱鯰形目鮡科纹胸鮡属的鱼类。分布于中国怒江及澜沧江水系等，體長可達11.5公分，棲息在水流快速的溪流底層水域，生活習性不明。该物种的模式产地在西藏昌都札那。